# 이시바시 미술관

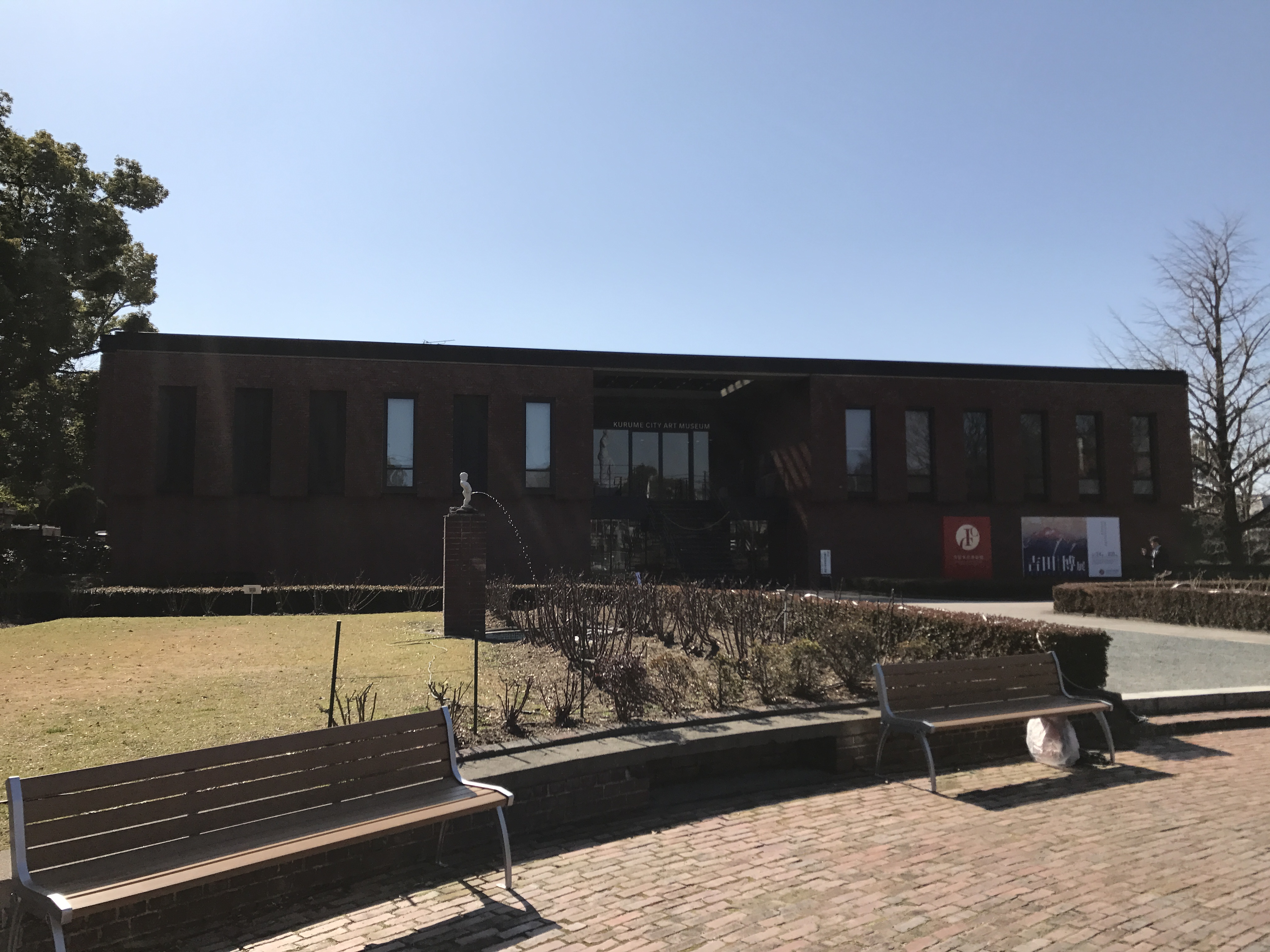

이시바시 미술관(일본어: 石橋美術館)은 일본 후쿠오카현 구루메시에 있는 미술관이다. 재단법인 이시바시 재단이 관리 운영을 위탁하고 있다.

## 같이 보기
- 규슈 국립박물관
- 브리지스톤 미술관